# Nívea Maria
Nívea Maria Cândido Graieb (n. 7 martie 1947) este o actriță braziliană.